# Vitathatatlan 4. – Piszkos játszma
A Vitathatatlan 4. – Piszkos játszma (eredeti címén: Boyka: Undisputed IV) 2016-os akció-harcművészeti film, a 2010-es Vitathatatlan 3. című film folytatása.
Scott Adkins ismét Yuri Boyka szerepében látható, mellékszerepben tűnik fel Teodora Duhovnikova, Martyn Ford és Brahim Achabbakhe. A film forgatása 2015. június végén kezdődött Bulgáriában és 2015. július 31-én fejeződött be.

## Cselekmény
|  | Alább a cselekmény részletei következnek! |

Az előző film eseményei után Yuri Boyka (Scott Adkins) szabad emberként éli életét Ukrajnában az új menedzserével, Kirillel, aki folyamatosan meccseket intéz neki. Kirilnek sikerült megszerveznie a számára egy legális mérkőzést, amely megadja a nyertes harcosnak azt a lehetséget, hogy Budapesten részt vegyen a hivatalos európai bajnokságon, az MMA harcosok közötti összecsapásban. A selejtezőn Boyka kiüti orosz ellenfelét, Viktort; ellenfele elszántságát látva a bizonyítási vágytól fűtött Boyka kegyetlenül összeveri riválisát és az agyrázkódást szenvedett Viktor másnap a kórházban meghal.
Értesülve Viktor haláláról, illetve annak feleségéről, Almáról (Teodora Duhovnikova), a bűntudattal küszködő Boyka hamis útlevelet szerez és Kiril figyelmeztetése ellenére Oroszországba utazik, noha ott szökött fegyencként körözi a hatóság. Amikor megérkezik Oroszországba, hamarosan meglátja Almát a helyi közösségi központban. Egy furgon érkezik a nőért, amely elviszi őt másik munkahelyére, egy illegális klubba. A klub a helyi maffiafőnök, Zourab (Alon Aboutboul) tulajdona, akinek Alma sok pénzzel tartozik. Zourab emberei megállítják Boykát, de ő megveri a testőröket és magával Zourabbal is találkozik.
Boyka ismét meglátogatja Almát a közösségi központban és bevallja neki a végzetes meccsen történteket, Alma azonban nem fogadja el a számára felajánlott pénzt és dühösen elküldi a férfit. Boyka elmegy Zourab klubjába, hogy ajánlatot tegyen számára: Alma szabadságáért cserébe harcolni fog neki. Zourab elfogadja az ajánlatot, a saját feltételeivel – Boykának harcolnia kell három, egymást követő meccsen, és végül le kell győznie Igor Kazimirt, Zourab elsőszámú harcosát.
Slava, Zourab egyik testőre a helyi edzőterembe viszi Boykát, hogy felkészítse magát a küzdelmekre. Itt Boyka hamarosan kiüti a vele kötekedő egyik harcost, majd az első klubküzdelemben is legyőzi ellenfelét. Alma felajánlja neki, hogy edzhet a közösségi házban, egykori férje edzőtermében. A következő mérkőzésen Boykának egyszerre két ellenféllel, az Ozerov fivérekkel kell kiállnia. Bár legyőzi a túlerőben lévő harcosokat, súlyos deréksérülést szenved. Alma segít neki kezelni sérülését, de Boyka tanácsát hallva – hagyja ott a várost és vele együtt a közösségi házat is, melyet a Alma a férjével együtt épített fel – dühödten magára hagyja a férfit.
Kiril felhívja Boykát a közelgő budapesti versennyel kapcsolatban, ahová a harcos csak az utolsó busz elérésével tud eljutni. A (látszólag) végső mérkőzésen Igor egy időre felülkerekedik Boykán, kihasználva annak sérülését, de végül Boyka megveri őt. Miközben csomagolni kezd, Zourab közli Boykával, hogy a megállapodásuk értelmében még szembe kell néznie az igazi bajnokkal, az izomkolosszus Koshmar-ral, becenevén a Rémálommal (Martyn Ford). Boyka elfogadja a kihívást és a ringben várja a mindent eldöntő utolsó meccset a valódi bajnokkal. A gigászi erejű Koshmar felülmúlja Boykát és padlóra küldi a harcost, de Boyka – földharctudását kihasználva – mozgásképtelenné teszi és kiüti a ringből ellenfelét. Azonban az órát látva Boyka rájön, hogy lekéste a legutolsó buszt Budapestre, ezzel a lehetőséget is a számára oly fontos megmérettetésre.
A felháborodott Zourab megszegi ígéretét, túszul ejti Almát és menekülni kezd vele, Boykát baseballütővel felszerelt testőreire bízza. Bár brutálisan összeverik, Boyka leküzdi támadóit és egy fegyveres harcban (melyben további sérüléseket szerez) is helytáll. Amikor Boyka utoléri a menekülő Zourab-ot, a maffiózó azzal fenyegeti meg, hogy megöli Almát, ha nem dobja el a pisztolyt a kezéből. Boyka eldobja a fegyvert, ám mielőtt Zourab lelőhetné, Alma meglöki az őt fogságba ejtő férfit. A helyzetet kihasználva Boyka puszta kézzel megfojtja Zourabot. Boyka összeesik és Alma megbocsátását kéri a férje halála miatt, amire a nő nem válaszol. Boykát letartóztatják és visszaszállítják korábbi börtönébe.
Az események után fél évvel Alma meglátogatja Boykát a börtönben és megbocsát neki. A megkönnyebbült Boyka folytatja küzdelmeit a börtönben, hogy ő lehessen „a világ legtökéletesebb harcosa”.

## Szereplők
| Szerep            | Színész             | Magyar hang         |
| ----------------- | ------------------- | ------------------- |
| Yuri Boyka        | Scott Adkins        | Barabás Kiss Zoltán |
| Alma              | Teodora Duhovnikova |                     |
| Koshmar / Rémálom | Martyn Ford         | nem szólal meg      |
| Igor Kazmir       | Brahim Achabbakhe   | Czető Roland        |
| Viktor            | Emilien De Falco    |                     |
| Zourab            | Alon Aboutboul      | Jakab Csaba         |
| Kiril             | Paul Chahidi        | Kapácsy Miklós      |
| Slava             | Julian Vergov       |                     |
| Markov börtönőr   | Valentin Ganev      |                     |